# Drona kivuensis
Drona kivuensis är en insektsart som först beskrevs av Victor Lallemand 1929.  Drona kivuensis ingår i släktet Drona och familjen Derbidae. Inga underarter finns listade i Catalogue of Life.